# Minggatu
Minggatu (Xilin Gol, Mongólia Interior, ca. 1692 – 1764) foi um matemático, cartógrafo e astrônomo mongol. Trabalho na corte da dinastia Qing, sendo um dos primeiros a examinar séries infinitas na China.
Também é escrito como Myangat ou Ming Antu. Seu sufixo de nome chinês era Jing An.
Minggatu veio da tribo mongol dos Sharaid. Apareceu pela primeira vez nos registros oficiais em 1713, durante o reinado do imperador Kangxi, como bolsista no Departamento Oficial de Astronomia (quintianjian). Ajudou na publicação de livros de astronomia (em particular o compêndio de astronomia Lixiang kaocheng, publicado em 1742) e no levantamento topográfico (como em 1756 nas áreas recém-conquistadas no oeste, o Xinjiang). De 1724 a 1759 trabalhou no observatório imperial. Em 1759 foi diretor do Escritório de Astronomia.
Na época, os missionários jesuítas trabalhavam como astrônomos na China, que também eram responsáveis pela reforma do calendário. O jesuíta Pierre Jartoux (1669-1720, chamado pelos chineses Du Demei) chegou na China em 1701 e introduziu os chineses em séries infinitas, incluindo as de Isaac Newton e James Gregory, como
{\displaystyle \pi =3\left(1+{\frac {1}{4\cdot 3!}}+{\frac {3^{2}}{4^{2}\cdot 5!}}+{\frac {3^{2}\cdot 5^{2}}{4^{3}\cdot 7!}}+\dotsb \right)}
{\displaystyle \sin \left(x\right)=x-{\frac {x^{3}}{3!}}+{\frac {x^{5}}{5!}}-{\frac {x^{7}}{7!}}+\dotsb }
{\displaystyle 1-\cos \left(x\right)={\frac {x^{2}}{2!}}-{\frac {x^{4}}{4!}}+{\frac {x^{6}}{6!}}+\dotsb .}
Isso impressionou os chineses porque, por exemplo, na fórmula para {\displaystyle \pi }, não era necessário extrair raízes como no método conhecido de Liu Hui. No entanto, Jartoux não transmitiu os métodos de análise que estavam por trás disso, e Minggatu começou a procurar um método para obtê-los sozinho. Ele começou a partir de polígonos regulares de ordem cada vez mais elevada que dividem o círculo, deduzindo as relações de recursão. Ele teve seu conhecimento principalmente de fontes europeias por meio da mediação dos jesuítas. Levou mais de trinta anos neste trabalho.
Publicou seus resultados em sua obra principal Um Método Rápido para Obter a Razão de Divisão Exata do Círculo (Ge Yuan Mi Lu Jie Fa). O manuscrito ficou inacabado quando ele morreu e foi concluído por seu aluno Chen Jixin, mas não apareceu na China até 1839 (embora já estivesse em circulação com vários matemáticos chineses). Nele, encontrou mais de dez novas séries infinitas na China que não eram conhecidas anteriormente de fontes europeias, desenvolveu métodos para manipular séries infinitas e foi o primeiro a descobrir números de Catalan {\displaystyle C_{n}} na década de 1730:
{\displaystyle \sin(2x)=2\sin \left(x\right)-\sum _{n=1}^{\infty }C_{n}{\frac {{(\sin \left(x\right))}^{2n+1}}{4^{n-1}}}}

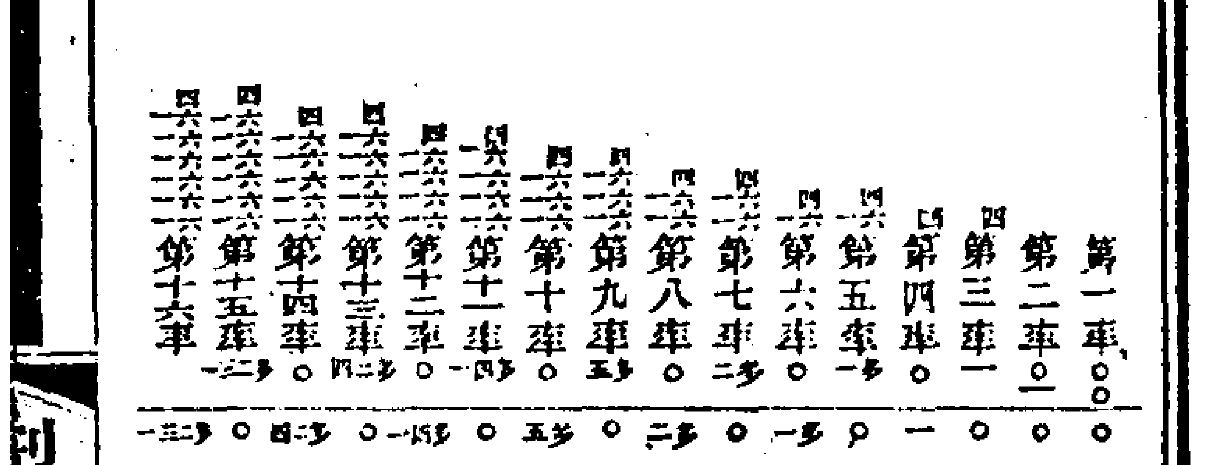
Números de Catalan na obra de Minggatu

Como outros matemáticos chineses do século XVIII e até o século XIX, ele não estava familiarizado com os métodos de análise, mas usou vários métodos ad hoc de álgebra, geometria e trigonometria.